# Ouratea miniguianensis
Ouratea miniguianensis är en tvåhjärtbladig växtart som beskrevs av Claude Henri Léon Sastre. Ouratea miniguianensis ingår i släktet Ouratea och familjen Ochnaceae. Inga underarter finns listade i Catalogue of Life.